# Birinşi Lïga 2001
La Birinşi Lïga 2001 è stata la 9ª edizione della seconda serie del campionato kazako di calcio.

## Stagione

### Novità
Nella precedente stagione, Aqtóbe-Lento e Mańǵystaý hanno ottenuto la promozione in massima serie. Dalla Qazaqstan Top Division 2000 non vi è stata alcuna retrocessione. Tuttavia il CSKA Almaty, acquisito dal Qairat e rinominato CSKA-Qaýrat, è ripartito dalla Birinşi Lïga. Al suo posto, è stato ripescato l'Aq Jaıyq
Il Batys, ha cambiato denominazione in Tasqala Oral.
Oltre al CSKA-Qaýrat, le seguenti nuove società hanno preso parte al campionato: Iassy, Tomırıs LFK, Ile-Bent, Eńbek, Bolat, e Gornıak Hromtaý.
Ferro Aqtóbe e Nasha Kompanııa si sono sciolte al termine della passata stagione.

### Formula
Il campionato è suddiviso in due fasi: la prima fase è composta da due gironi da quattro squadre ciascuno. Le prime due classificate di tali gironi, accederanno alla fase successiva. 
La fase successiva, al termine della fase a gironi, vede le formazioni piazzatesi nella stessa posizione affrontarsi in una gara secca. Le squadre classificatesi prime nei rispettivi gironi, disputeranno un match per decretare la vincitrice della competizione.

## Risultati

### Fase a gironi

#### Gruppo A
| Squadra      | Pt | G | V | N | P | GF | GS | DG  |
| ------------ | -- | - | - | - | - | -- | -- | --- |
| Tomırıs LFK  | 9  | 3 | 3 | 0 | 0 | 12 | 0  | +12 |
| Ile-Bent     | 6  | 3 | 2 | 0 | 1 | 9  | 3  | +6  |
| Tasqala Oral | 3  | 3 | 1 | 0 | 2 | 3  | 9  | -6  |
| Eńbek        | 0  | 3 | 0 | 0 | 3 | 2  | 14 | -12 |

#### Gruppo B
| Squadra         | Pt | G | V | N | P | GF | GS | DG |
| --------------- | -- | - | - | - | - | -- | -- | -- |
| Iassy           | 7  | 3 | 2 | 1 | 0 | 5  | 0  | +5 |
| Bolat           | 7  | 3 | 2 | 1 | 0 | 4  | 1  | +3 |
| CSKA-Qaýrat     | 3  | 3 | 1 | 0 | 2 | 2  | 3  | -1 |
| Gornıak Hromtaý | 0  | 3 | 0 | 0 | 3 | 1  | 8  | -7 |

### Fase finale
| Squadra 1             | Risultato | Squadra 2    |
| --------------------- | --------- | ------------ |
| Spareggio 7º-8º posto |           |              |
| Gornıak Hromtaý       | 3 – 4     | Eńbek        |
| Spareggio 5º-6º posto |           |              |
| CSKA-Qaýrat           | 1 – 0     | Tasqala Oral |
| Spareggio 3º-4º posto |           |              |
| Bolat                 | 2 – 1     | Iassy        |
| Spareggio 1º-2º posto |           |              |
| Tomırıs LFK           | 2 – 1     | Ile-Bent     |